# Jochanan ben Zakkai

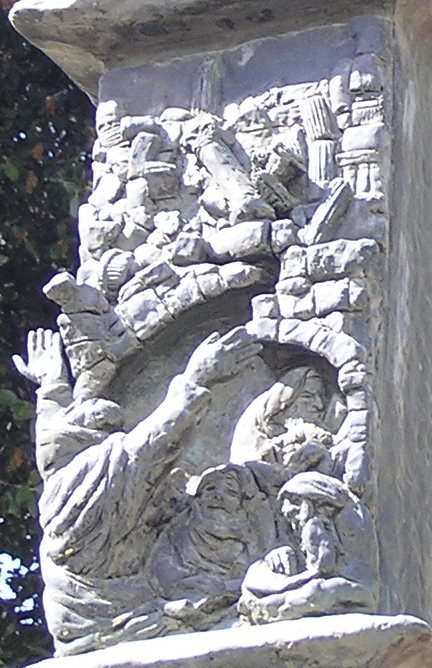
Jochanan ben Zakkai, op de Knesset Menorah

Jochanan ben Zakkai (30 - 90) was een van de tannaim, en een belangrijke Joodse wijze in de periode van de Tweede Joodse Tempel. Hij leverde een belangrijke bijdrage aan het ontstaan van de Misjna.

## Leven
Er is maar weinig bekend over zijn familie en zijn eerste levensjaren. Volgens de misjna was hij eerst een periode koopman, daarna student en daarna leraar.

## Standpunten
Hij gaf zowel de wijsheid van de milde Hillel als van de strenge Shammai door, hoewel hij meestal meer voelt voor het standpunt van Hillel en als de jongste leerling van Hillel wordt beschouwd.
Volgens de Talmoed verzette hij zich halverwege de eerste eeuw tegen de uitleg die de Sadduceeën aan de Thora gaven en verdedigde de Farizeeën tegen hen.

## Tijdens de Joodse oorlog
Tijdens het beleg van Jeruzalem in 70 n.Chr. in de Joodse Oorlog, streefde hij naar vrede. Hij ontdekte echter dat met de belegerde bevolking niet te praten viel. Daarom liet hij zich in een doodskist de stad uit smokkelen, zodat hij met de legeraanvoerder, Vespasianus, zou kunnen onderhandelen.
Jochanan voorspelde het keizerschap van Vespasianus en de verwoesting van Jeruzalem en de tempel. Op zijn beurt mocht hij drie wensen indienen: De toewijzing van Javne als heilige plaats aan zijn wijzen (in de hellenistische tijd werd de stad Jamnia genoemd), behoud voor de nakomelingen van Rabban Gamaliel, en een arts voor Rabbi Tzadok, die 40 dagen had gevast om de verwoesting van Jeruzalem af te wenden.

## Jamnia na de oorlog
Na de verwoesting van Jeruzalem maakte Jochanan zijn school te Jamnia tot het religieuze centrum van het Jodendom, door te eisen dat de privileges die de wet aan Jeruzalem gaf, op Jamnia over zouden gaan.
Zijn school fungeerde als het Sanhedrin, en deze raad kwam tussen 79 en 90 bij elkaar om te besluiten hoe men verder moest zonder tempel en zonder offers.
In zijn laatste levensjaren gaf hij les te Berur Hayil, in de buurt van Jamnia.
Zijn studenten keerden na zijn dood terug naar Jamnia. Jochanan werd begraven te Tiberias.
Gamaliel II volgde hem op als voorzitter van de Raad.